# The Greatest Man That Ever Lived (Variations on a Shaker Hymn)
The Greatest Man That Ever Lived (Variations on a Shaker Hymn) è un brano pubblicato come singolo su iTunes dalla band alternative rock/emo Weezer dall'album omonimo, più comunemente conosciuto come The Red Album. È stato pubblicato in forma digitale il 13 maggio 2008.
Il brano comprende pianoforte, sirene di polizia, e Rivers Cuomo che canta in falsetto.
Il bassista Scott Shriner è particolarmente fiero della canzone dicendo, in una dichiarazione, che "The Greatest Man That Ever Lived è una canzone che comprende dieci diversi stili di musica su un tema comune".
La canzone è tuttora scaricabile per il gioco Rock Band.
Nel gennaio 2009, in un'intervista sulla NPR per il programma Fresch Air, Rivers ha affermato che "The Greatest Man That Ever Lived è la sua canzone preferita di sempre dei Weezer".
Sempre in un'intervista, con KROQ, Rivers Cuomo ha parlato diffusamente del concetto alla base del brano. La canzone era originariamente intitolata "La ballata di Oswaldo Sánchez," da lui ispirata al giocare in Coppa del Mondo, dopo la morte di suo padre. Egli ha ricordato l'influenza di ciascuna sezione. Le ultime sezioni 'Bach' & 'Beethoven' sono considerate come il contrappunto vocale in stile barocco. I temi musicali della canzone sono i seguenti:
1. Rap - 0:35
2. Slipknot - 1:00
3. Jeff Buckley - 1:26
4. Cori - 1:51
5. Aerosmith - 2:17
6. Nirvana - 2:43
7. Andrews Sisters - 3:08
8. Green Day - 3:33
9. Spoken word - (fortemente ispirata a Elvis in "Are You Lonesome Tonight?") 4:06
10. Bach - 4:37
11. Beethoven - 4:54
12. Weezer - 5:11

## Formazione
- Rivers Cuomo – chitarra e voce
- Patrick Wilson – batteria, percussione e voce d'accompagnamento
- Brian Bell – chitarra ritmica e voce d'accompagnamento
- Scott Shriner – basso e voce d'accompagnamento